# Astenophylina kashmira
Astenophylina kashmira är en nattsländeart som beskrevs av Martin E. Mosely 1936. Astenophylina kashmira ingår i släktet Astenophylina och familjen husmasknattsländor. Inga underarter finns listade i Catalogue of Life.